# Ширазский университет
Ширазский университет (перс. دانشگاه شیراز‎, Dāneshgāh-e-Shirāz), ранее известный как Университет Пехлеви — государственное высшее учебное заведение в Иране, учебный и научно-исследовательский центр. Расположен в городе Шираз.
В настоящее время в нём учится свыше 13000 студентов. В университете представлено 53 бакалаврских программ, 61 магистерских, одна программа на степень доктора медицины (ветеринария) и 25 докторских программ.

## История
Предшественник Ширазского университета — технический колледж под названием «Высший институт здоровья» для подготовки медицинских специалистов по 4-летней программе — был учреждён в 1946 году. В 1950 году он был преобразован в медицинский институт. В 1953 году была основана Школа медсестёр и Колледж сельского хозяйства, искусств и наук Намази.
После присоединения к комплексу в 1954 г. Колледжа инженерных наук и Колледжа ветеринарной медицины ему был присвоен статус университета. В честь правящей династии он получил название Университет Пехлеви. В дореволюционный период в составе университета также возникли стоматологическая школа (1969), школа последипломного образования и колледж электроники (1969), колледж права и педагогики (1977). Первое время  все государственные высшие учебные заведения  Шираза, включая Ширазский университет медицинских наук и другие, действовали под эгидой Университета.
В 1960 иранский шах Мохаммед Реза Пехлеви пригласил президента Пенсильванского университета Гейлорда Харнуэлла в Иран с тем, чтобы тот изучил иранские высшие учебные заведения. По заказу шаха Харнуэлл подготовил отчёт, по итогам которого шах предложил Пенсильванскому университету помочь преобразовать Университет Пехлеви в единственный вуз на Ближнем Востоке, основанный на американской системе высшего образования. Таким образом Пенсильванский университет сыграл решающую роль в формировании структуры и программы многих факультетов и институтов Университета Пехлеви. Множество преподавателей Пенсильванского университета отправились в Шираз преподавать или руководить учебной или исследовательской работой. Президент Пенсильванского университета был удостоен почётной степени Университета Пехлеви в знак признания его заслуг в его формировании.
После исламской революции 1979 г., свергнувшей династию Пехлеви, началась Иранская культурная революция (Iran's Cultural Revolution of 1980-1987) 1980—1987 гг., направленная на исламизацию образования и культуры. В её ходе все университеты Ирана были закрыты на 3 года.
В настоящее время Ширазский университет пользуется репутацией весьма сильного вуза в Иране, превосходящего по академическим показателям даже Технологический университет имени Шарифа и Тегеранский университет.

## Язык преподавания
Хотя официальным и основным языком преподавания Ширазского университета является персидский, большое число лекций, учебников, домашних заданий и даже экзаменов проводится на английском языке; это в особенности справедливо для инженерной школы, где учебники по основным предметам (электрика, электроника, компьютерное дело, механика, строительство, материаловедение и химическое инженерное дело) — на английском языке.
Также при Ширазском университете создан Виртуальный университет, первый среди виртуальных университетов в Иране.

## Школа электротехники и вычислительной техники
Школа электротехники и вычислительной техники Департамента Шираз университета:
- Инжиниринг, телекоммуникации и электроника
- Инжиниринг, Питание и управление
- Инжиниринг, Компьютерные и информационные технологии

### Инжиниринг, телекоммуникации и электроника
Мастера
- поле

профессора: Хабиболах Абири, Аббас Али Ганбари, Фарзад Мохаджри
- система